# Petr Tenkrát
Petr Tenkrát (* 31. května 1977, Děčín) je bývalý český profesionální hokejový útočník, který naposledy hrál v 1. české hokejové lize za tým Rytíři Kladno.

## Hráčská kariéra
Petr Tenkrát hrál v letech 1994 až 1999 českou extraligu za HC Velvana Kladno. V následující části kariéry vystřídal řadu týmů finské a ruské ligy, nižších severoamerických soutěží i NHL (HPK Hämeenlinna, Kärpät Oulu, Chimik Voskresensk, Anaheim Mighty Ducks, Nashville Predators). V roce 2007 si zahrál na MS, kde si připsal 1 gól v sedmi zápasech. Následující sezónu 2007–08 hrál dočasně v domovském Kladně, poté přestoupil do Timry IK.
V době svých evropských angažmá pravidelně nastupoval za českou reprezentaci v turnaji Euro Hockey Tour.
30. 4. 2013 podepsal tříletý kontrakt s klubem Rytíři Kladno, kde po sezóně 2016/17 ukončil profesionální kariéru.

## Ocenění a úspěchy
- 2004 SM-l - Hráč měsíce ledna 2004
- 2004 SM-l - Nejtrestanější hráč v playoff
- 2004 SM-l - Nejlepší hráč v pobytu na ledě (+/-)
- 2004 SM-l - Nejlepší střelec v playoff
- 2004 SM-l - Nejlepší střelec v playoff

## Prvenství
- Debut v NHL - 30. listopadu 2000 (San Jose Sharks proti Mighty Ducks of Anaheim)
- První gól v NHL - 15. prosince 2000 (Mighty Ducks of Anaheim proti New York Rangers, brankáři Mike Richter)
- První asistence v NHL - 15. prosince 2000 (Mighty Ducks of Anaheim proti New York Rangers)
- První hattrick v NHL - 15. prosince 2001 (Nashville Predators proti Chicago Blackhawks)

## Klubová statistika
| Sezóna       | Klub                     | Soutěž       |     | Základní část | Základní část | Základní část | Základní část | Základní část |   | Play off | Play off | Play off | Play off | Play off |
| Sezóna       | Klub                     | Soutěž       | Z   | G             | A             | B             | TM            | Z             | G | A        | B        | TM       |          |          |
| 1994–95      | HC Poldi Kladno          | ČHL          | 1   | 0             | 0             | 0             | 0             | —             | — | —        | —        | —        |          |          |
| 1995–96      | HC Poldi Kladno          | ČHL          | 21  | 0             | 4             | 4             | 6             | —             | — | —        | —        | —        |          |          |
| 1996–97      | HC Poldi Kladno          | ČHL          | 43  | 5             | 9             | 14            | 2             | 3             | 0 | 1        | 1        | 0        |          |          |
| 1997–98      | HC Velvana Kladno        | ČHL          | 52  | 9             | 10            | 19            | 24            | —             | — | —        | —        | —        |          |          |
| 1998–99      | HC Velvana Kladno        | ČHL          | 49  | 21            | 14            | 35            | 32            | —             | — | —        | —        | —        |          |          |
| 1999–00      | HPK                      | SM-l         | 32  | 20            | 8             | 28            | 51            | —             | — | —        | —        | —        |          |          |
| 1999–00      | Tampereen Ilves          | SM-l         | 22  | 15            | 6             | 21            | 24            | 3             | 1 | 1        | 2        | 14       |          |          |
| 2000–01      | Mighty Ducks of Anaheim  | NHL          | 46  | 5             | 9             | 14            | 16            | —             | — | —        | —        | —        |          |          |
| 2000–01      | Cincinnati Mighty Ducks  | AHL          | 25  | 9             | 9             | 18            | 24            | 4             | 3 | 2        | 5        | 0        |          |          |
| 2001–02      | Mighty Ducks of Anaheim  | NHL          | 9   | 0             | 0             | 0             | 6             | —             | — | —        | —        | —        |          |          |
| 2001–02      | Cincinnati Mighty Ducks  | AHL          | 3   | 2             | 3             | 5             | 2             | —             | — | —        | —        | —        |          |          |
| 2001–02      | Nashville Predators      | NHL          | 58  | 8             | 16            | 24            | 28            | —             | — | —        | —        | —        |          |          |
| 2001–02      | Milwaukee Admirals       | AHL          | 4   | 0             | 0             | 0             | 2             | —             | — | —        | —        | —        |          |          |
| 2002–03      | Kärpät Oulu              | SM-l         | 51  | 21            | 19            | 40            | 60            | 14            | 4 | 2        | 6        | 6        |          |          |
| 2003–04      | Kärpät Oulu              | SM-l         | 35  | 22            | 15            | 37            | 30            | 15            | 3 | 7        | 10       | 45       |          |          |
| 2003–04      | Chimik Voskresensk       | RSL          | 19  | 0             | 2             | 2             | 18            | —             | — | —        | —        | —        |          |          |
| 2004–05      | Kärpät Oulu              | SM-l         | 53  | 18            | 20            | 38            | 46            | 12            | 7 | 4        | 11       | 6        |          |          |
| 2005–06      | Kärpät Oulu              | SM-l         | 36  | 10            | 21            | 31            | 22            | 11            | 6 | 3        | 9        | 18       |          |          |
| 2006–07      | Boston Bruins            | NHL          | 64  | 9             | 5             | 14            | 34            | —             | — | —        | —        | —        |          |          |
| 2006–07      | Providence Bruins        | AHL          | 7   | 2             | 7             | 9             | 6             | —             | — | —        | —        | —        |          |          |
| 2007–08      | HC GEUS OKNA Kladno      | ČHL          | 13  | 4             | 5             | 9             | 18            | —             | — | —        | —        | —        |          |          |
| 2007–08      | Timrå IK                 | SEL          | 42  | 10            | 12            | 22            | 72            | 11            | 4 | 3        | 7        | 10       |          |          |
| 2008–09      | HC GEUS OKNA Kladno      | ČHL          | 14  | 4             | 3             | 7             | 41            | —             | — | —        | —        | —        |          |          |
| 2008–09      | Timrå IK                 | SEL          | 44  | 14            | 9             | 23            | 34            | 7             | 2 | 1        | 3        | 4        |          |          |
| 2009–10      | HC GEUS OKNA Kladno      | ČHL          | 4   | 5             | 3             | 8             | 6             | —             | — | —        | —        | —        |          |          |
| 2009–10      | Skellefteå AIK           | SEL          | 9   | 0             | 0             | 0             | 2             | —             | — | —        | —        | —        |          |          |
| 2010–11      | Skellefteå AIK           | SEL          | 9   | 0             | 0             | 0             | 2             | —             | — | —        | —        | —        |          |          |
| 2010–11      | Kärpät Oulu              | SM-l         | 45  | 17            | 16            | 33            | 86            | 3             | 1 | 3        | 4        | 2        |          |          |
| 2011–12      | HC Sparta Praha          | ČHL          | 52  | 23            | 25            | 48            | 32            | 5             | 2 | 2        | 4        | 0        |          |          |
| 2012–13      | HC Sparta Praha          | ČHL          | 51  | 18            | 13            | 31            | 26            | 7             | 4 | 1        | 5        | 22       |          |          |
| 2013–14      | Rytíři Kladno            | ČHL          | 50  | 13            | 7             | 20            | 30            | —             | — | —        | —        | —        |          |          |
| 2014–15      | Rytíři Kladno            | 1.ČHL        | 45  | 17            | 20            | 37            | 65            | 7             | 1 | 0        | 1        | 6        |          |          |
| 2015–16      | HC Kometa Brno           | ČHL          | 4   | 0             | 0             | 0             | 4             | —             | — | —        | —        | —        |          |          |
| 2015–16      | HC Slovan Ústí nad Labem | 1.ČHL        | 35  | 12            | 14            | 26            | 18            | 15            | 2 | 6        | 8        | 14       |          |          |
| 2016–17      | Rytíři Kladno            | 1.ČHL        | 50  | 15            | 17            | 32            | 24            | 11            | 3 | 3        | 6        | 8        |          |          |
| Celkem v NHL | Celkem v NHL             | Celkem v NHL | 177 | 22            | 30            | 52            | 84            | —             | — | —        | —        | —        |          |          |
| Celkem v ČHL | Celkem v ČHL             | Celkem v ČHL | 354 | 102           | 93            | 195           | 221           | 23            | 8 | 4        | 12       | 32       |          |          |

## Reprezentace
První zápas za národní tým: 11. prosinec 1998 Česko - Kanada (Hradec Králové).
| Rok                       | Tým                       | Soutěž                    | Z  | G | A | B | TM |
| ------------------------- | ------------------------- | ------------------------- | -- | - | - | - | -- |
| 1997                      | Česko 20                  | MSJ                       | 7  | 1 | 1 | 2 | 2  |
| 2006                      | Česko                     | MS                        | 8  | 1 | 0 | 1 | 10 |
| 2007                      | Česko                     | MS                        | 7  | 1 | 0 | 1 | 4  |
| 2012                      | Česko                     | MS                        | 10 | 1 | 3 | 4 | 2  |
| 2013                      | Česko                     | MS                        | 8  | 0 | 0 | 0 | 2  |
| Seniorská kariéra celkově | Seniorská kariéra celkově | Seniorská kariéra celkově | 33 | 3 | 3 | 6 | 18 |